# Hardthausen am Kocher
Hardthausen am Kocher è un comune tedesco di 4 087 abitanti, situato nel land del Baden-Württemberg.